# 123

## Родени
- Ания Корнифиция Фаустина, сестра на римския император Марк Аврелий.